# Kort fra Danmark
Kort fra Danmark er en dansk turistfilm fra 1973, der er instrueret af Peter Refn efter manuskript af Poul Raae.
Baggrunden for filmen er en konkurrence om en Danmarksfilm til Danmarks turistråd, der blev udskrevet af olieselskabet BP i 1970. Blandt de 400 indkomne forslag vandt Poul Raae og resultatet blev Kort fra Danmark. Poul Raae og Peter Refn lavede også en kortere version, Danske lystbilleder, samme år. I forhold til den er Kort fra Danmark udvidet med nogle kontroversielle optagelser af blandt andet forurening og landskabsødelæggende grusgravning. BP billigede ikke denne version, men filmskaberne stod inde for begge udgaver.

## Handling
Med filmstrimlen som en slags notesblok oplever en rejsende de forskelligste facetter af livet i Danmark og de måder, det sælges til turisterne på.